# Alpheopsis trispinosus
Alpheopsis trispinosus är en kräftdjursart som först beskrevs av William Stimpson 1860.  Alpheopsis trispinosus ingår i släktet Alpheopsis och familjen Alpheidae. Inga underarter finns listade i Catalogue of Life.